# Philadelphia Hancock
Pour les articles homonymes, voir Austen et Hancock.
Philadelphia Hancock (1730-1792), née Austen, est la sœur de George Austen, la mère de Eliza Hancock, comtesse de Feuillide, et la tante de la romancière anglaise Jane Austen.
Pauvre et sans dot, elle s'embarque pour les Indes pour y trouver un mari. Le mariage avec Tysoe Saul Hancock, chirurgien de la Compagnie anglaise des Indes orientales n'est une union qu'en partie réussie. Très proche de Warren Hastings, qui deviendra gouverneur général des Indes après le départ de Robert Clive, Philadelphia Hancock a une fille, Eliza Hancock, au bout de neuf ans de mariage (parfois considérée - mais très probablement à tort - comme la fille naturelle de Warren Hastings).

## Biographie

### Départ vers les Indes pour trouver un mari
Philadelphia Austen, la sœur de George Austen, décide en 1752, alors qu'elle avait à peine 22 ans, de quitter l'Angleterre pour les Indes, pour y chercher un mari. Son oncle Frank Austen était en effet en relations avec Tysoe Saul Hancock, chirurgien de la Compagnie anglaise des Indes orientales. Celui-ci, âgé de sept ans de plus que Philadelphia Austen, cherche alors une épouse anglaise. Comme il est assez fréquent à cette époque, Philadelphia, jeune et jolie mais sans dot, et craignant une vie de misère comme celle de sa sœur Leonora, décide alors de quitter l'Angleterre sur le Bombay Castle avec la fishing fleet pour aller trouver Mr Hancock en Inde.
Six mois après son arrivée aux Indes, en 1753, Philadelphia épouse Mr Hancock.

### Rencontre avec Warren Hastings

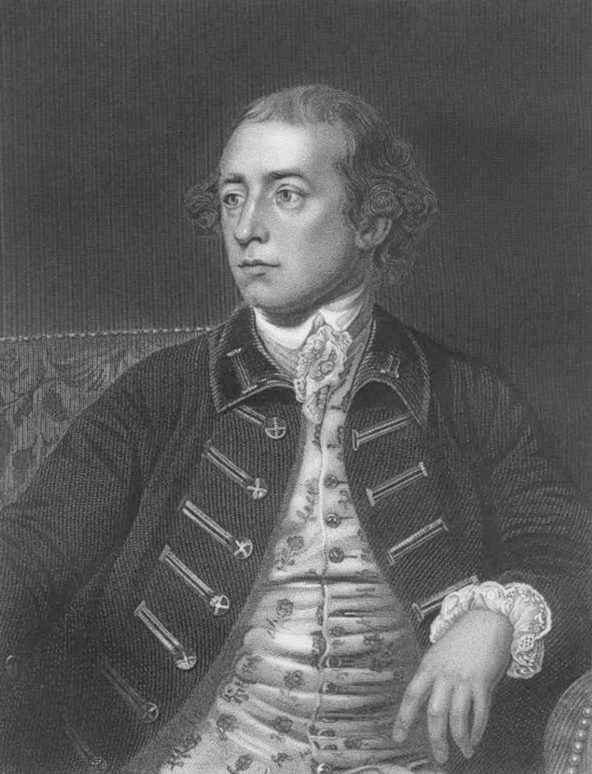
Gravure représentant Warren Hastings, parrain d'Eliza Hancock, d'après un tableau de Joshua Reynolds.

Philadelphia fréquente les autres épouses de la Compagnie anglaise des Indes orientales, et renoue son amitié avec Mary Buchanan, qu'elle avait connue à Londres. Celle-ci, après la mort de son premier mari lors du Black Hole de Calcutta, de sinistre mémoire, se remarie avec Warren Hastings, le futur gouverneur général des Indes. Là où Mr Hancock se montre d'humeur mélancolique, du fait de ses nombreux soucis de santé, Warren Hastings montre une personnalité pleine d'esprit et généreuse, et témoigne d'un grand intérêt pour la littérature et la poésie.
Mary et Warren Hastings ont rapidement deux enfants ; leur fille, la petite Elizabeth, meurt au bout de quelques semaines, et est pleurée par Philadelphia Hancock presque autant que par Mary Hastings. Lorsque celle-ci meurt subitement lors de l'été 1759, Philadelphia et Warren Hastings se rapprochent encore.

### Naissance d'Eliza Hancock
Neuf ans après leur mariage, Philadelphia et Tysoe Saul Hancock, ont enfin un enfant, Eliza Hancock, surnommée « Betsy » par son père, en décembre 1761. Elle est prénommée ainsi en souvenir de la fille de Mary et Warren Hastings, et celui-ci devient d'ailleurs son parrain. Des commérages sans doute infondés, initiés par une Mrs Strachey portée à la malveillance se font entendre au sein de la colonie anglaise sur les relations unissant Philadelphia Hancock à Warren Hastings, et Eliza Hancock est soupçonnée d'être la fille naturelle de celui-ci. Cette suspicion est renforcée par l'intérêt accordée par Warren Hastings à la vie et au bien-être de sa filleule.
Cependant, selon Deirdre Le Faye, l'une des grandes spécialistes à la fois de Jane Austen et d'Eliza Hancock, il est très improbable que Warren Hastings soit le père d'Eliza Hancock : la lettre de Lord Clive à sa femme trouve en effet uniquement sa source dans les calomnies de Mrs Jenny Strachey, une femme sans doute jalouse du poste obtenu par Tysoe Hancock, dont celui-ci déplorait l'ingratitude et en qui il voyait, à juste titre, la raison de la froideur de Lady Clive envers sa femme Philadelphia. D'autre part, la somme généreuse placée au nom d'Eliza Hancock par Warren Hastings avait en réalité pour but d'assurer par les intérêts rapportés l'avenir de la femme et de la fille de son ami Tysoe Hancock, alors mourant. De fait, l'intérêt de Warren Hastings pour Eliza Hancock diminue très fortement après la mort de son ami.

## Vie ultérieure
Tysoe Hancock, sa femme et sa fille rentrent en Angleterre en 1765 ; il doit lui-même retourner aux Indes pour des raisons financières, pendant que Philadelphia et Eliza restent en Angleterre.
Après la mort de son mari, en 1775, Philadelphia Hancock part vivre sur le continent, où la vie est moins chère. Elle et sa fille restent longtemps en France, où Eliza épouse le comte Jean-François Capot de Feuillide, qui sera guillotiné en 1794.
Philadelphia Hancock est la marraine de Henry Austen, qui sera le second mari d'Eliza Hancock.
Philadelphia Hancock meurt au début de 1792, d'un cancer du sein.

## Philadelphia Hancock dans l'œuvre de Jane Austen
Si Eliza de Feuillide, a inspiré un certain nombre d'œuvres de Jane Austen, de la comtesse de Feuillide de Love and Freindship à la Mary Crawford de Mansfield Park, il est compréhensible que sa mère n'ait pas la même place. Cependant, sa vie semble avoir directement inspiré l'une des Juvenilia de Jane Austen, Catharine, or the Bower : l'héroïne de l'histoire est en effet une pauvre orpheline, élevée par une tante qui lui mène la vie dure, et dont les seules amies sont les filles d'un clergyman du voisinage, réduites après la mort de celui-ci, à devoir leur subsistance à des parents riches, mais avares. Ils envoient l'aînée de ces jeunes filles en Inde, avec la « flottille de pêche », pour y « contracter un mariage splendide, mais malheureux » ([to be] splendidly but unhappily married).